# Hong Hyun-hui
Hong Hyun-hui (koreanisch 홍현휘; * 27. Dezember 1991) ist eine ehemalige südkoreanische Tennisspielerin.

## Karriere
Hong gewann einen Einzel- und drei Doppeltitel auf Turnieren des ITF Women’s Circuit.
Ihr erstes Turnier auf der WTA Tour bestritt sie, als sie eine Wildcard für die Qualifikation zu den Hansol Korea Open 2011 erhielt. Sie verlor aber bereits ihr Auftaktmatch gegen Rika Fujiwara mit 2:6 und 6:74. 2012 erhielt sie eine Wildcard für das Hauptfeld im Dameneinzel der KDB Korea Open, wo sie aber ebenfalls bereits in der ersten Runde gegen Galina Woskobojewa mit 1:6 und 2:6. 2015 erhielt sie abermals eine Wildcard für die Qualifikation zu den Korea Open, wo sie in der ersten Qualifikationsrunde gegen Natela Dsalamidse knapp in zwei Sätzen mit 6:72 und 6:77 verlor.
2011 spielte sie in der südkoreanischen Fed-Cup-Mannschaft insgesamt drei Matche, davon zwei Einzel und ein Doppel in zwei Begegnungen, von denen sie keines gewinnen konnte.

## Turniersiege

### Einzel
| Nr. | Datum        | Turnier  | Kategorie   | Belag     | Finalgegnerin  | Ergebnis      |
| --- | ------------ | -------- | ----------- | --------- | -------------- | ------------- |
| 1.  | 1. Juni 2014 | Changwon | ITF $25.000 | Hartplatz | Junri Namigata | 2:6, 6:4, 6:3 |

### Doppel
| Nr. | Datum             | Turnier  | Kategorie   | Belag             | Partnerin    | Finalgegnerinnen                      | Ergebnis  |
| --- | ----------------- | -------- | ----------- | ----------------- | ------------ | ------------------------------------- | --------- |
| 1.  | 25. Dezember 2010 | Gimcheon | ITF $10.000 | Hartplatz (Halle) | Kim Kun-hee  | Kim Ji-young Kim Jung-eun             | 6:4, 7:5  |
| 2.  | 16. April 2011    | Incheon  | ITF $25.000 | Hartplatz         | Han Sung-hee | Kao Shao-yuan Varatchaya Wongteanchai | 6:3, 7:63 |
| 3.  | 18. Oktober 2014  | Goyang   | ITF $25.000 | Hartplatz         | Lee So-ra    | Han Sung-hee Lee Hye-min              | 6:4, 6:2  |